# Adamo Tadolini

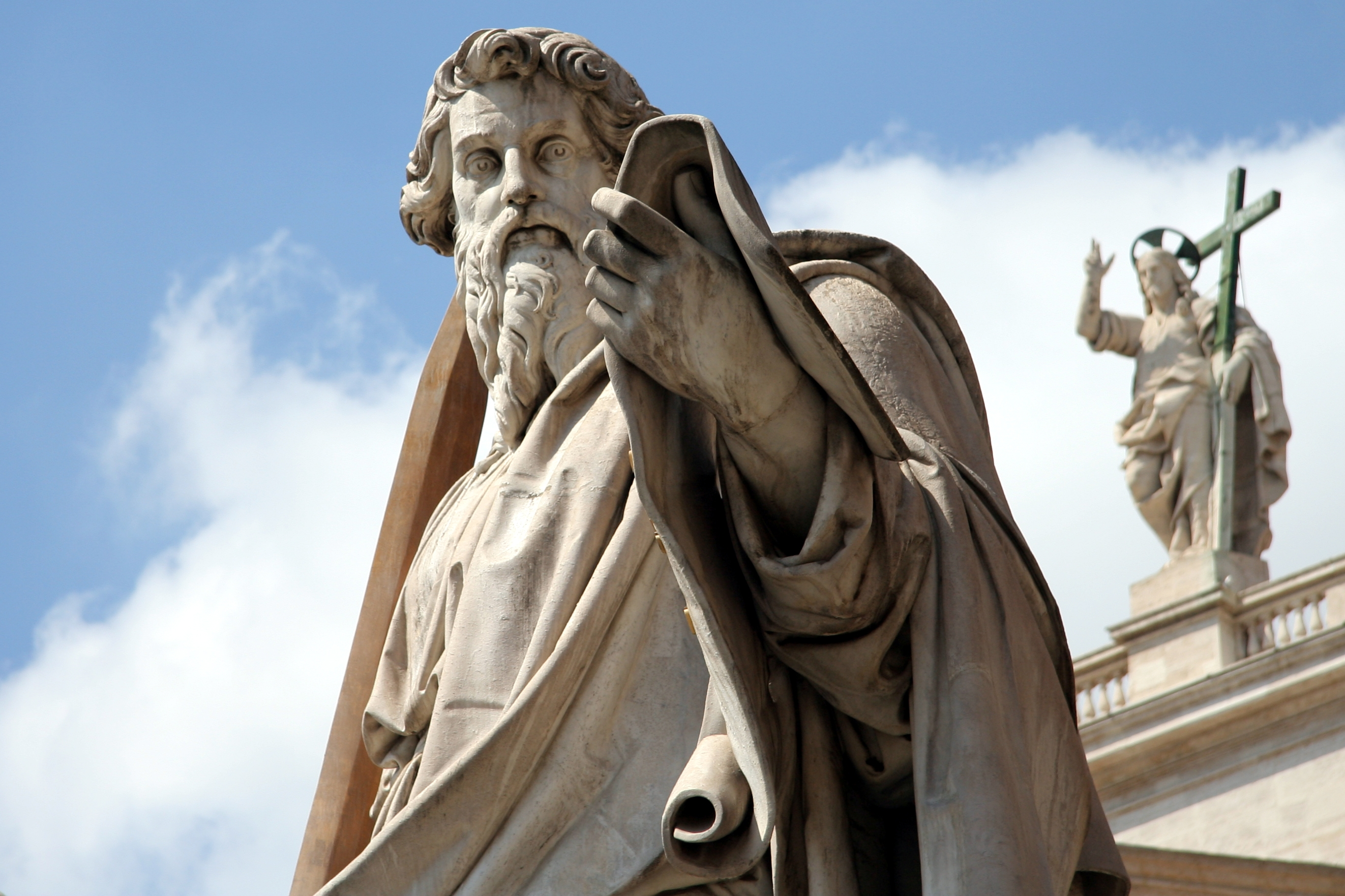
Statue des Hl. Paulus, Petersplatz

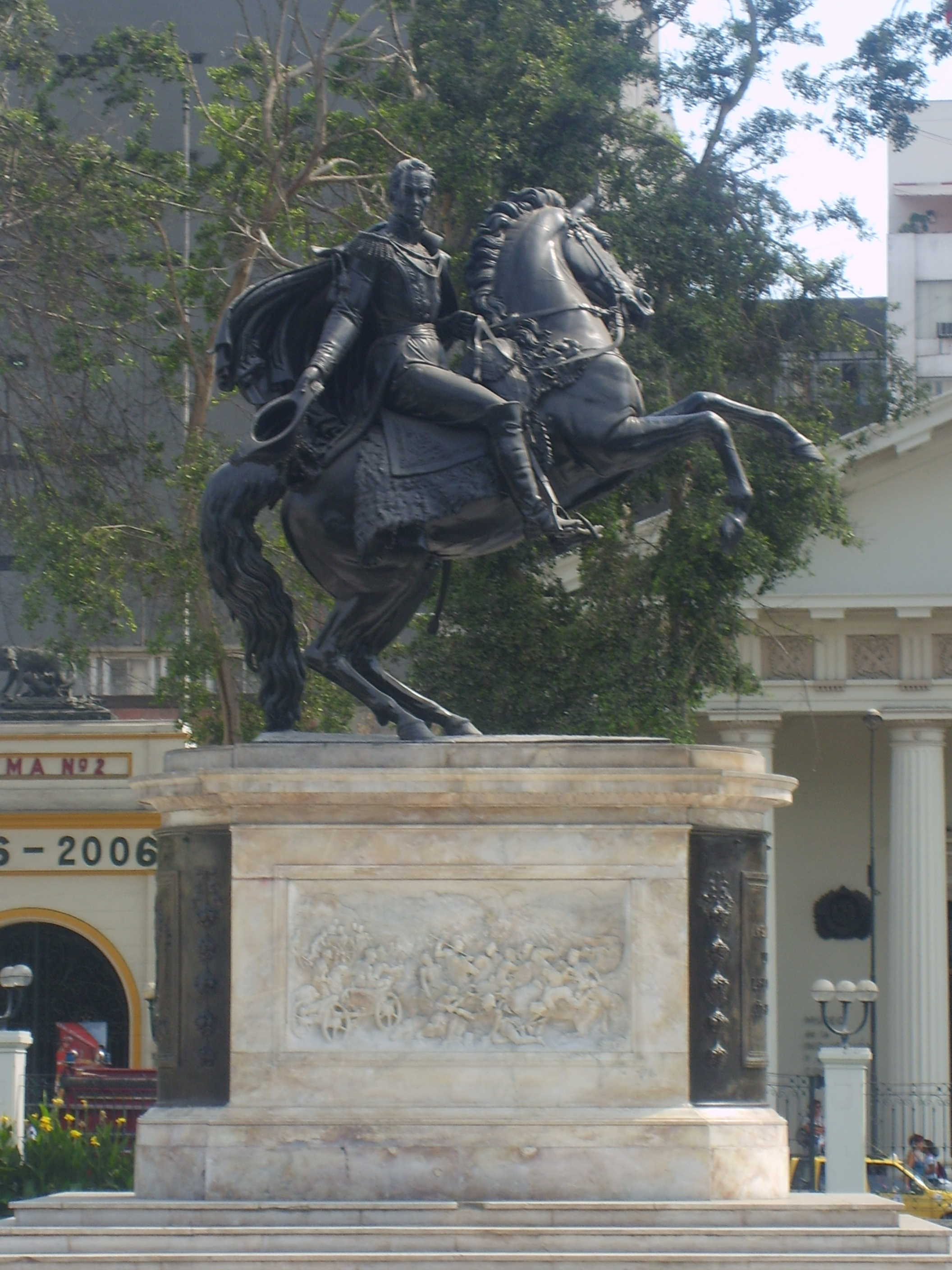
Reiterstatue Simon Bolivars in Lima

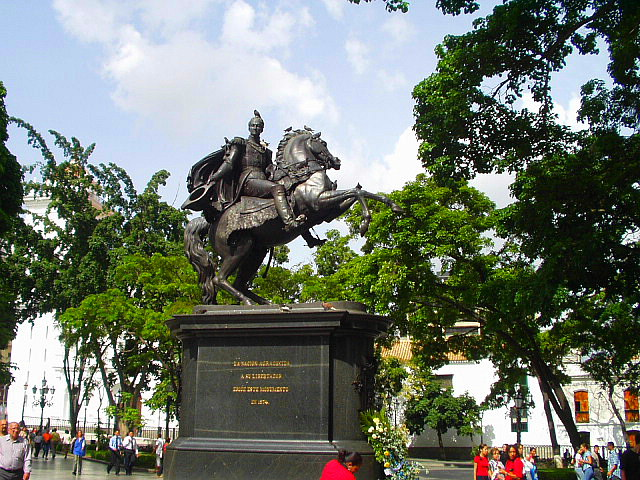
Reiterstatue Simon Bolivars in Caracas

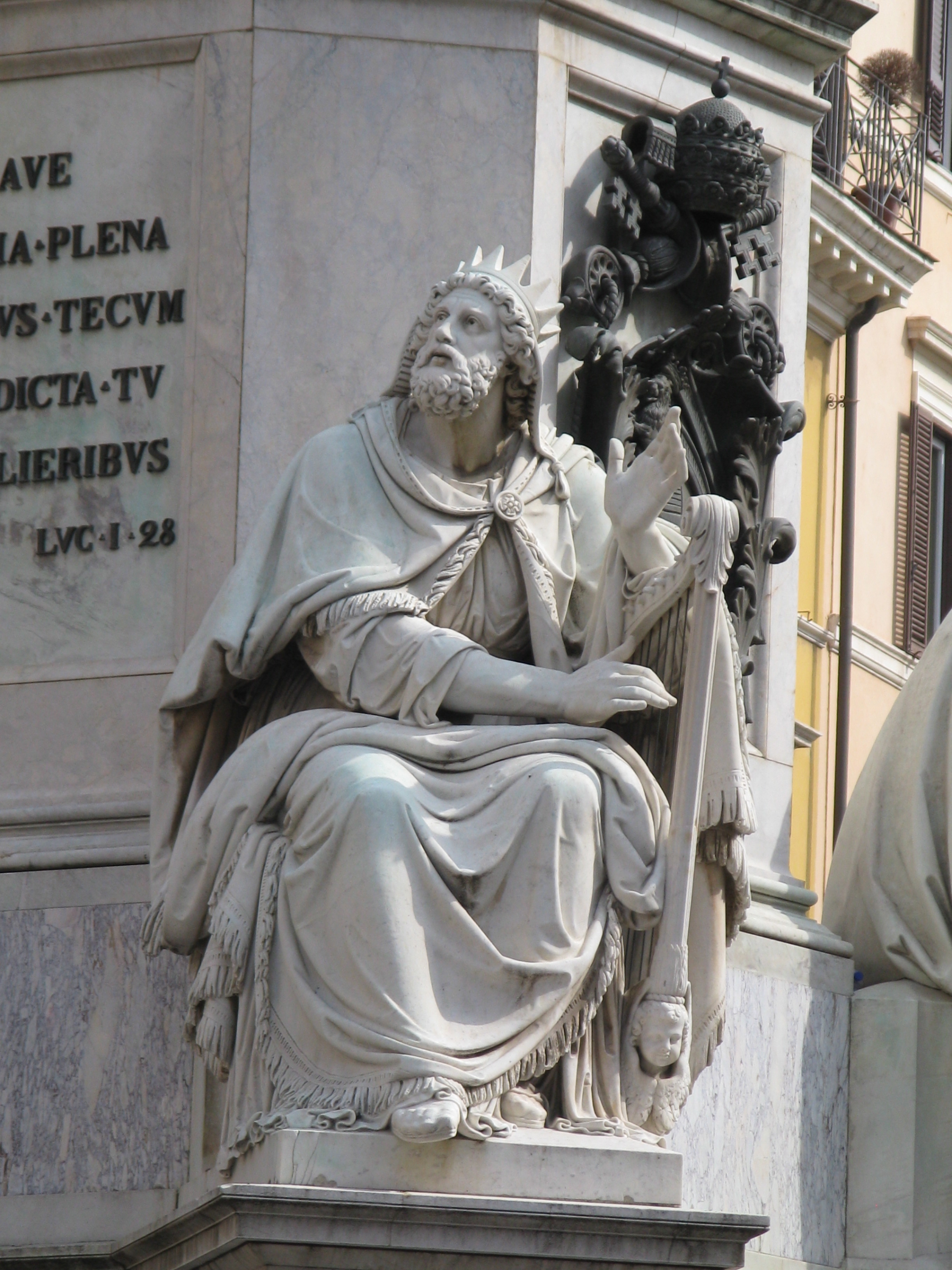
König David an der Colonna dell’Immacolata auf der Piazza Mignanelli südlich der Piazza di Spagna in Rom

Adamo Tadolini (* 21. Dezember 1788 in Bologna; † 16. oder 23. Februar 1868 in Rom) war ein italienischer Bildhauer.

## Leben
Tadolini besuchte von 1808 bis 1813 die Accademia di Belle Arti in Bologna, geleitet von Giacomo De Maria (1762–1838). 1813 gewann er mit einem Relief aus Terrakotta den von der Accademia verliehenen Curlandese-Preis. Das Relief stellte Venus dar, die Aeneas Waffen reicht. Im gleichen Jahr ging Tadolini mit einem vierjährigen Stipendium der Accademia nach Rom. Dort fertigte er eine Gipsstatue Ajax die Götter verfluchend an. Mit dieser gewann er einen von Antonio Canova für junge Bildhauer ausgeschriebenen Preis und wurde darauf Assistent in Canovas Atelier. Er blieb dort bis 1822. 1830 und 1858 stellte er in London aus. Im vormaligen Atelier Canovas und Tadolinis in Rom (Via del Babuino 150 A-B) befindet sich seit dem Jahr 2000 das Museo Atelier Canova Tadolini, in welchem von ihnen angefertigte Büsten in Marmor und Gips sowie Arbeitsgegenstände ausgestellt sind. Betreiber des Museums ist die Galleria Benucci. Nach Tadolinis Tod übernahm sein Sohn Scipione Tadolini (1822–1892) das Atelier. Sein Sohn Tito Tadolini (1828–1910) sowie die Nachfahren Scipiones, Giulio Tadolini (1849–1918) und Enrico Tadolini (1888–1967), waren ebenfalls Bildhauer.

## Wichtige Werke
- 1816: Venus und Amor
- 1818: Büste der Clotilde Tambroni auf deren Grab in der Kartause von Bologna[3]
- 1823: Marmorstatue des Ganymed, der den Adler tränkt[4]
- 1826: Marmordenkmal für Monsignore Alessandro Buttaoni[5] in der Kirche S. Croce e S. Bonaventura dei Lucchesi in Rom
- Die Bacchantin im Obergeschoss Raum VI der Galleria Borghese
- Der Raub Ganymeds[6] in der Eremitage (Sankt Petersburg)
- Kopie von Canovas Pauline Borghese als Venus (Marmorstatue auf Holzsockel)
- 1830: Statue des Heiligen Marinus in der Basilika San Marino
- 1836–42: Grabmal für die Begum Sombre, Sardhana (Uttar Pradesh), Basilika Unserer Lieben Frau der Gnaden
- 1838: Marmorstatue des Heiligen Paulus auf dem Petersplatz im Vatikan
- 1844: Marmordenkmal für Palmira Pulieri Petracchi e Enrico Pulieri[7] in der Kirche Santissime Stimmate di San Francesco in Rom
- Ende der 1840er: Statue des Heiligen Franz von Sales im Petersdom in Rom (im Auftrag König Carlo Albertos)
- ab 1852: Reiterstatue des Libertador Simón Bolívar aus Bronze auf der Plaza del Congreso in Lima, Peru sowie auf der Plaza Bolivar in Caracas, Venezuela
- 1855–56: Statue König Davids an der Colonna dell’Immacolata auf der Piazza Mignanelli in Rom
- 1858: Büste des Kardinals Alessandro Lante Montefeltro della Rovere in der Kathedrale von Bologna

## Schriften
- Giulio Tadolino (Hrsg.): Ricordi autobiografici di Adamo Tadolini scultore. Rom 1900 (archive.org).